# Полевое (Киевская область)
Полевое (укр. Польове) — село, входит в Мироновский район Киевской области Украины.
Население по переписи 2001 года составляло 492 человек. Почтовый индекс — 08833. Телефонный код — 4574.

## Местный совет
08833, Київська обл., Миронівський район, с. Польове, вул. Леніна,15  (укр.)